# Коутс (Канзас)
Коутс (англ. Coats) — місто (англ. city) в США, в окрузі Претт штату Канзас. Населення — 68 осіб (2020).

## Географія
Коутс розташований за координатами 37°30′40″ пн. ш. 98°49′30″ зх. д. / 37.51111° пн. ш. 98.82500° зх. д. (37.511171, -98.824967).  За даними Бюро перепису населення США в 2010 році місто мало площу 0,54 км², уся площа — суходіл. В 2017 році площа становила 0,59 км², уся площа — суходіл.

## Демографія
Згідно з переписом 2010 року, у місті мешкали 83 особи в 31 домогосподарстві у складі 21 родини. Густота населення становила 154 особи/км².  Було 61 помешкання (114/км²).
Расовий склад населення:
| - 95,2 % — білих - 1,2 % — осіб інших рас |

До двох чи більше рас належало 3,6 %. Частка іспаномовних становила 8,4 % від усіх жителів.
За віковим діапазоном населення розподілялося таким чином: 25,3 % — особи молодші 18 років, 60,2 % — особи у віці 18—64 років, 14,5 % — особи у віці 65 років та старші. Медіана віку мешканця становила 37,8 року. На 100 осіб жіночої статі у місті припадало 93,0 чоловіків;  на 100 жінок у віці від 18 років та старших — 77,1 чоловіків також старших 18 років.
Середній дохід на одне домашнє господарство  становив 35 658 доларів США (медіана — 30 833), а середній дохід на одну сім'ю — 39 105 доларів (медіана — 33 750). За межею бідності перебувало 9,5 % осіб, у тому числі 1,9 % дітей у віці до 18 років та 13,0 % осіб у віці 65 років та старших.
Цивільне працевлаштоване населення становило 61 осіб. Основні галузі зайнятості: сільське господарство, лісництво, риболовля — 29,5 %, освіта, охорона здоров'я та соціальна допомога — 27,9 %, оптова торгівля — 21,3 %.